# Anartia jatrophae
Anartia jatrophae je druh motýla z čeledi babočkovití vyskytujícího se od Argentiny přes Střední Ameriku až po jihovýchod Spojených států amerických.

## Popis

### Vajíčko
Vajíčka tohoto druhu jsou malá a zelená. Dospělci je kladou na spodní stranu listů živné rostliny (například bakopy drobnolisté).

### Larva
Housenky motýla Anartia jatrophae jsou černé se stříbrnými až bílými tečkami a ostny.

### Kukla
Kukla je světle zelená posetá drobnými černými tečkami.

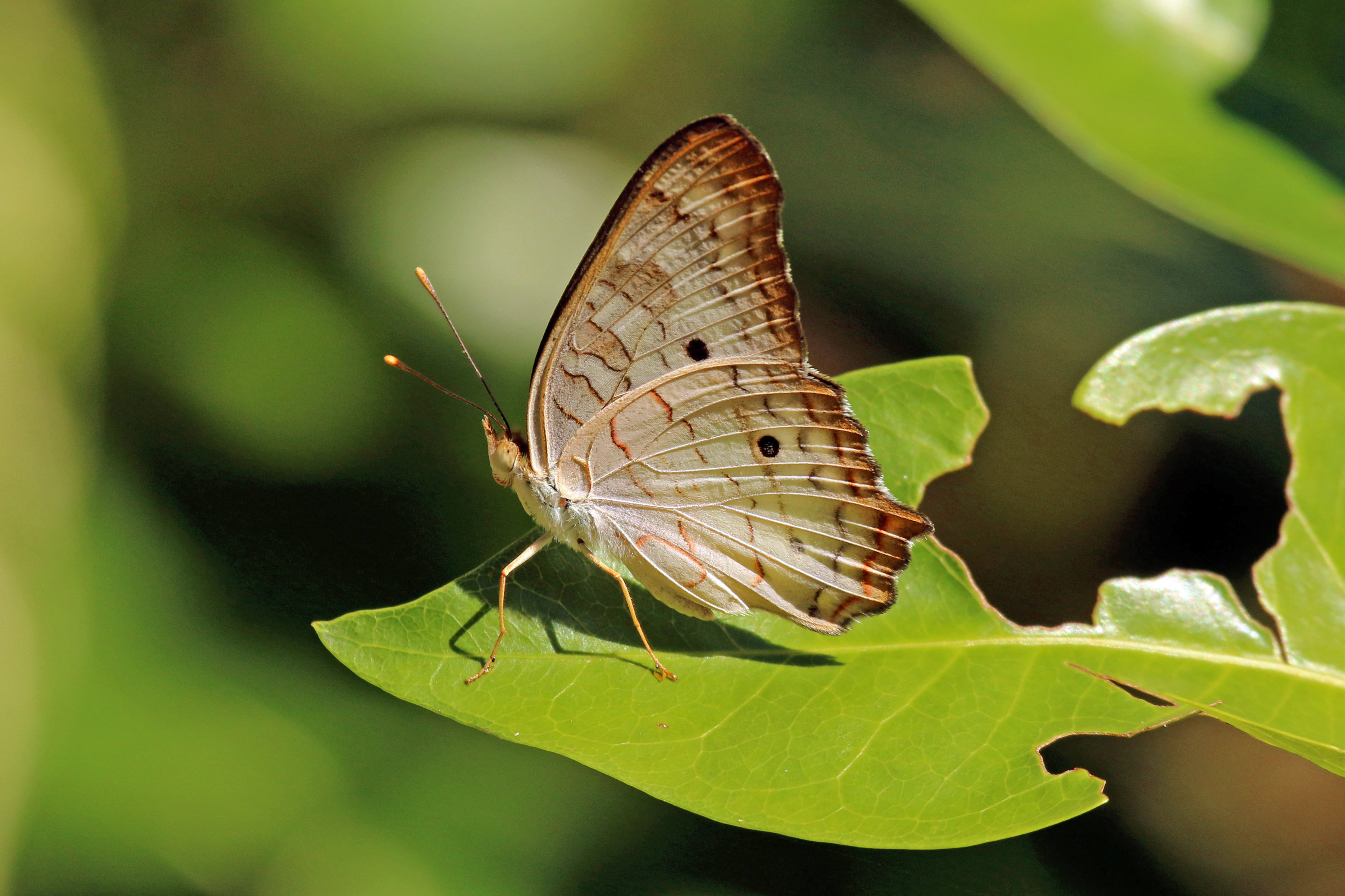
Spodní strana křídel

### Dospělec
Křídla dospělého motýla Anartia jatrophae mají zimní (suchou) a letní (vlhkou) formu. Ve své zimní formě je Anartia jatrophae celkově bledší. Horní strana je bíle zbarvená s černou kulatou skvrnou, která je obklopena světle až tmavě hnědým lemem, připomínajícím půlměsíc. Zadní křídla mají dvě podobné skvrny jako na předních křídlech a také jsou lemovány půlměsícem, který má hnědou až oranžovou barvu. Rozpětí křídel se pohybuje v rozmezí 5,1–7 cm. Samci a samice se od sebe vzhledem neliší.

## Výskyt
Anartia jatrophae se vyskytuje na jihu Floridy a Texasu, ve Střední Americe, Karibiku, Surinamu, Guyaně, Brazílii, Paraguay a Argentině. Obývá teplá otevřená místa jako například parky, zahrady, mýtiny nebo břehy řek. Létá po celý rok.

## Poddruhy

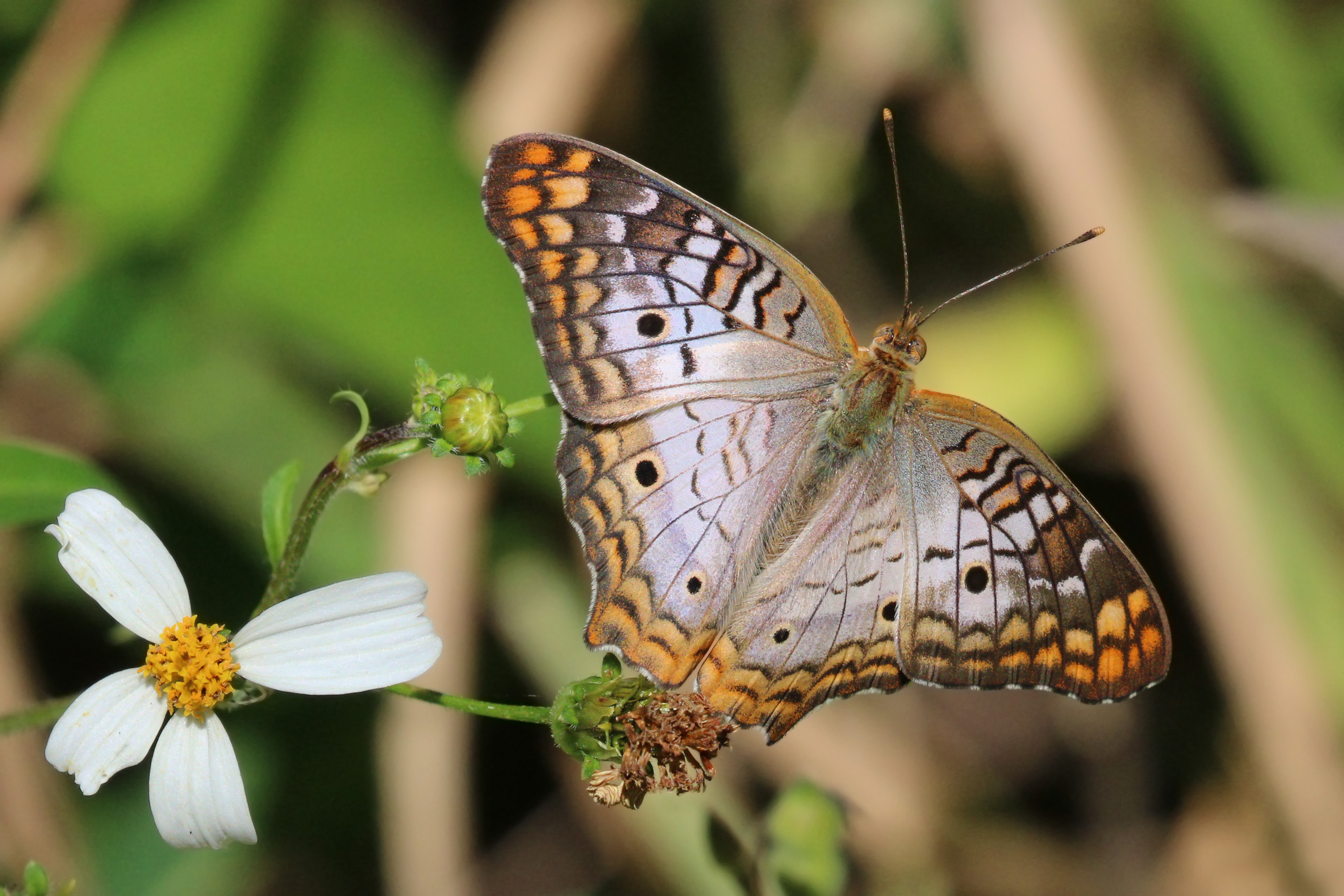
Poddruh Anartia jatrophae guantanamo

Anartia jatrophae má 7 uznávaných poddruhů:
- Anartia jatrophae ssp. guantanamo
- Anartia jatrophae ssp. intermedia
- Anartia jatrophae ssp. jamaicensis
- Anartia jatrophae ssp. jatrophae – nominátní poddruh
- Anartia jatrophae ssp. luteipicta
- Anartia jatrophae ssp. saturata
- Anartia jatrophae ssp. semifusca